# يان كلايس
يان كلايس (16 يوليو 1981 بسانت تروند في بلجيكا - ) هو لاعب كرة قدم بلجيكي في مركز الهجوم. شارك مع منتخب بلجيكا تحت 18 سنة لكرة القدم ومنتخب بلجيكا تحت 21 سنة لكرة القدم. أما مع النوادي، فقد لعب مع آود هيفرلي لوفين وكيه في ميخيلين ونادي سينت ترويدن ونادي هيرنفين ونادي تونغيرين ‏.

## وصلات خارجية
- يان كلايس على موقع قاعدة بيانات كرة القدم.إي يو (الإنجليزية)